# Liste de films tournés en Guadeloupe
Un certain nombre d'œuvres cinématographiques et télévisuelles ont été tournés dans le département de La Guadeloupe.
Voici une liste à compléter de films, téléfilms, feuilletons télévisés, films documentaires... tournés dans le département de La Guadeloupe, classés par commune, lieu de tournage et date de diffusion.
- Haut – A
- B
- C
- D
- E
- F
- G
- H
- I
- J
- K
- L
- M
- N
- O
- P
- Q
- R
- S
- T
- U
- V
- W
- X
- Y
- Z

## Lieux à déterminer
- 1962 : Le Naufragé du Pacifique de Jeff Musso[1]
- 1976 : Calmos de Bertrand Blier
- 1976 : Les Naufragés de l'île de la Tortue de Jacques Rozier (aussi en Dominique)
- 1977 : La Soufrière (documentaire) de Werner Herzog
- 1997 : Rien ne va plus de Claude Chabrol
- 1997 : Speed 2 : Cap sur le danger de Jan de Bont[2]
- 2002 : Sucre Amer de Christian Lara
- 2005 : Nèg Maron de  Jean-Claude Flamand Barny
- 2008 : Souvenirs encombrants d’une femme de ménage (documentaire) de Dani Kouyaté
- 2011 : Le Bonheur d'Elza de Mariette Monpierre
- 2011 : Le chevalier de Saint-George (documentaire) de Claude Ribbe
- 2013 : La smala s'en mêle
- 2014 : Dimanche 4 janvier de François Marthouret
- 2015 : Nightmare before wedding de Fabienne Chomaud (court-métrage, tourné en créole)[3],[4]
- 2016 : Le Gang des Antillais de Jean-Claude Barny
- 2019 : Minuscule 2 : Les Mandibules du bout du monde, Film d’animation français de Thomas Szabo et d'Hélène Giraud[5]
- 2020 : Ils étaient dix de Pascal Laugier
- 2022 : Vanille[6] de Guillaume Lorin (téléfilm, court-métrage animation)
- 2022 : Ici s'acheve le monde connu de Anne-Sophie Nanki (tourné en langues bushininge)
- 2022 : Sous emprise de David M. Rosenthal[7]
- 2024 : Magma de Cyprien Vial (tourné dans la Basse-Terre[8])
- 2024 : Zetwal Caraïbes de Luccio Di Rosa[9]
- 2025 : Zion de Nelson Foix[10]

## A
- Anse-Bertrand :
  - 1998 : Le Radeau de La Méduse, long métrage d'Iradj Azimi

## B
- Basse-Terre :
  - 2012 : Voukoum, documentaire de François Perlier sur Voukoum[11] (Prix Sacem, Prix du meilleur film documentaire du Territoires en Images et Prix ACSE de la Diversité du Festival Traces de Vie)

## D
- Deshaies
  - 1986 : Les Frères Pétard de Hervé Palud
  - depuis 2011 : série télévisée Meurtres au paradis

## G
- Gourbeyre : 
  - 2020 : Guadeloupe, le papillon d'émeraude[12] de Daniel Nlandu Nganga, documentaire

- Grand-Bourg :
  - 2020 : Paroles de Nègres de Sylvaine Dampierre, documentaire[13]

## M
- Marie-Galante :
  - 2000 : Antilles sur Seine, long métrage de Pascal Légitimus.
  - 2009 : Le Pays à l'envers (documentaire) de Sylvaine Dampierre.
  - 2021 : Meurtres à Mari-Galante, téléfilm (France3) de Marc Barrat avec Pascal Légitimus, Anne Caillon et Firmine Richard.

- Morne-à-l'Eau : 
  - 1992 : Siméon de Euzhan Palcy
  - 2020 : Capitaine Marleau Saison 3, Épisode 6 : L'Arbre aux esclaves série télévisée de Josée Dayan[14]

## P
- Petit-Canal:
  - 2018: Mauvais Choix, moyen-métrage français de Daniel Kichenassamy dit Kichena[15]

- Pointe-à-Pitre:
  - 2004 : Le Goût des jeunes filles, long-métrage canadien de John L'Ecuyer adapté du roman de Dany Laferrière[16]
  - 2014 : Eau, mon amour, court-métrage de Daniel Nlandu Nganga
  - 2019 : Mortenol, court-métrage français de Julien Silloray (d) [17] (Prix Court 2020[18])
  - 2020 : Zonbi, court-métrage de Daniel Nlandu Nganga
  - 2022 : Midnight Laundry[19], court-métrage de Daniel Nlandu Nganga
  - 2023 : Flo, long-métrage français de Géraldine Danon[20]

## S
- Sainte-Anne : 
  - 1992 : Siméon, long métrage français réalisé par Euzhan Palcy ( Section "Les Grands Fonds")
  - 2019 : All Inclusive, long métrage français réalisé par Fabien Onteniente[21]
  - 2024 : Commandant Saint-Barth, série télévisée franco-belge réalisée par Denis Thybaud[22]

- Saint-François : 
  - 2014 : Villa Karayib, série-TV française réalisée par Philippe Giangreco et Gwendal Pointeau (Hameau de Sèze)[23].
  - 2020 : Capitaine Marleau Saison 3, Épisode 6 : L'Arbre aux esclaves série télévisée de Josée Dayan[14]

## T
?[Où ?]
- 2019 : Ti Moun Aw, court métrage français réalisé par Nelson Foix[réf. nécessaire]